# Marit Bouwmeester
Marit Bouwmeester, née le 17 juin 1988 à Boarnsterhim, est une sportive néerlandaise, pratiquant la voile.
Elle a décroché la médaille d'or aux championnats du monde en 2011, un an après avoir obtenu celle d'argent. Elle a également obtenu la médaille d'argent aux Jeux olympiques de 2012 en Laser Radial et les médaille d'or aux Jeux olympiques de 2016 et aux Jeux olympiques de 2024.

## Palmarès
- Vice-championne du monde 2010
- Championne du monde 2011
- Médaillée d'argent aux Jeux olympiques de Londres 2012
- Championne du monde 2014
- Médaillée d'or aux Jeux olympiques de Rio 2016
- Médaillée d'or aux Jeux olympiques de Paris 2024